# Eurocustoms
Eurocustoms (ang. Eurocustoms programme - Europejskie Cła) jest to program Unii Europejskiej z zakresu polityki celnej i transportowej, przygotowany został przez Komisję Europejską na zlecenie Parlamentu Europejskiego i przedstawiony w Paryżu w 1991 r.  Czas jego obowiązywania ograniczał się do 1995 r., kiedy to zastąpił go program Cła 2000, a Eurocustoms przekształcony w europejską agencję celną (na wzór Europolu).
Podstawowym zadaniem programu w latach 1991–1995 było udzielanie pomocy państwom kandydującym do Unii Europejskiej oraz byłym republikom radzieckim w kwestiach technicznych dotyczących stosowania procedur celnych oraz w zarządzaniu granicami. W ramach programu przeprowadzono wieloetapowe szkolenia funkcjonariuszy z urzędów celnych i Głównego Urzędu Ceł z zakresu przepisów wspólnotowego prawa celnego (program Matthaeus) oraz w sprawach  technicznych związanych z praktycznym stosowaniem procedur celnych i zarządzaniu granicami (program Eurocustoms). Szkolenia prowadzone w ramach wielonarodowego programu PHARE, dostosowującego administrację krajów kandydujących do warunków Unii Europejskiej. Eurocustoms dopełniał program Matthaeus i odwrotnie. 
Eurocustoms zajmował się:
- wdrażaniem programów tranzytowych,
- wprowadzaniem unijnej strategii komputeryzacji,
- metodami przeciwdziałania oszustwom tranzytowym,
- metodami przeciwdziałania oszustwom międzynarodowej przestępczości  zorganizowanej,
- organizowaniem i nadzorowaniem jednolitego trybu postępowania organów celnych w zakresie dozoru i kontroli celnej,
- koordynacją współpracy ze Strażą Graniczną, przewoźnikami, spedytorami, organizacjami gospodarczymi,
- organizowaniem systemu wywiadu i informacji celnej oraz zapobiegania i ścigania przestępstw celnych.